# Оксенфорд, Джон
Джон О́ксенфорд (англ. John Oxenford; 1812—1877) — английский драматург, театральный критик «The Times» и переводчик; по образованию адвокат.

## Биография
Джон Оксенфорд родился 12 августа 1812 года в Лондоне, где его отец был преуспевающим купцом. Хотя он получил частное образование, сообщается, что он в основном сам учился греческому, латинскому и другим языкам. Он начал свою литературную карьеру с написания статей о финансах, хотя позже стал автором многих переводов с немецкого, в частности, «Dichtung und Wahrheit» Гёте (1846) и «Бесед Эккермана с Гёте» (1850).
В первую очередь Д. Оксенфорд интересовался театром, и ему приписывают более шестидесяти восьми пьес. Его первой пьесой был «Мой товарищ клерк», поставленная в лицее в 1835 году. Затем последовала длинная серия пьес, наиболее известными из которых, возможно, были «Узел Портера» (1858) и «Дважды убитые» (1835). Он также написал много оперных либретто, в том числе восемь для Джорджа Александра Макфаррена, среди которых были «Робин Гуд» (1860) и «Хелвеллин» (1864). Оксенфорд был знаком с Чарльзом Диккенсом, и он адаптировал «Приключения Оливера Твиста» для сцены в 1868 году. Позже он стал театральным критиком «The Times» и написал версию «Последних дней Помпеи» в 1872 году.
Британский философ, телеведущий, политик и писатель Брайан Эдгар Маги в своей «Философии Шопенгауэра» описал, как Оксенфорд способствовал распространению работ Артура Шопенгауэра. Анонимная статья Оксенфорда в «Вестминстерском обозрении» 1853 года «Иконоборчество в немецкой философии» была написана для того, чтобы представить Шопенгауэра как критика Георга Вильгельма Фридриха Гегеля; текст был переведён и опубликован в «Vossische Zeitung», что привело к тому, что немецкие читатели проявили энтузиазм и стойкий интерес к трудам Шопенгауэра. Это также продвинуло дело Рихарда Вагнера в Великобритании.
Джон Оксенфорд умер 21 февраля 1877 года в Саутуорке в родном городе.